# 러셀 위너
러셀 골든클라우드 "러스" 위너(영어: Russell Goldencloud "Russ" Weiner, 1970년 2월 15일~)는 미국의 사업가로, 록스타에너지드링크의 창립자이다.
그의 아버지는 유명 라디오 진행자인 마이클 새비지이다. 러셀은 보드카 회사 직원, 여행 컨설턴트, 캘리포니아주 의원 출마와 낙선 등을 거치고 나서 2001년 에너지 음료계에서 성공했다. "존 음료보다 2배 큰 사이즈를 만들겠다"는 착상을 현실화하기 위해 1년간 캔 생산자를 찾아다니고 700가지 방식을 시험한 끝에 이루어낸 결과라고 한다. 2014년 포브스지 선정 미국 400대 부호 리스트에 올랐다.